# Jules Eugène Lenepveu

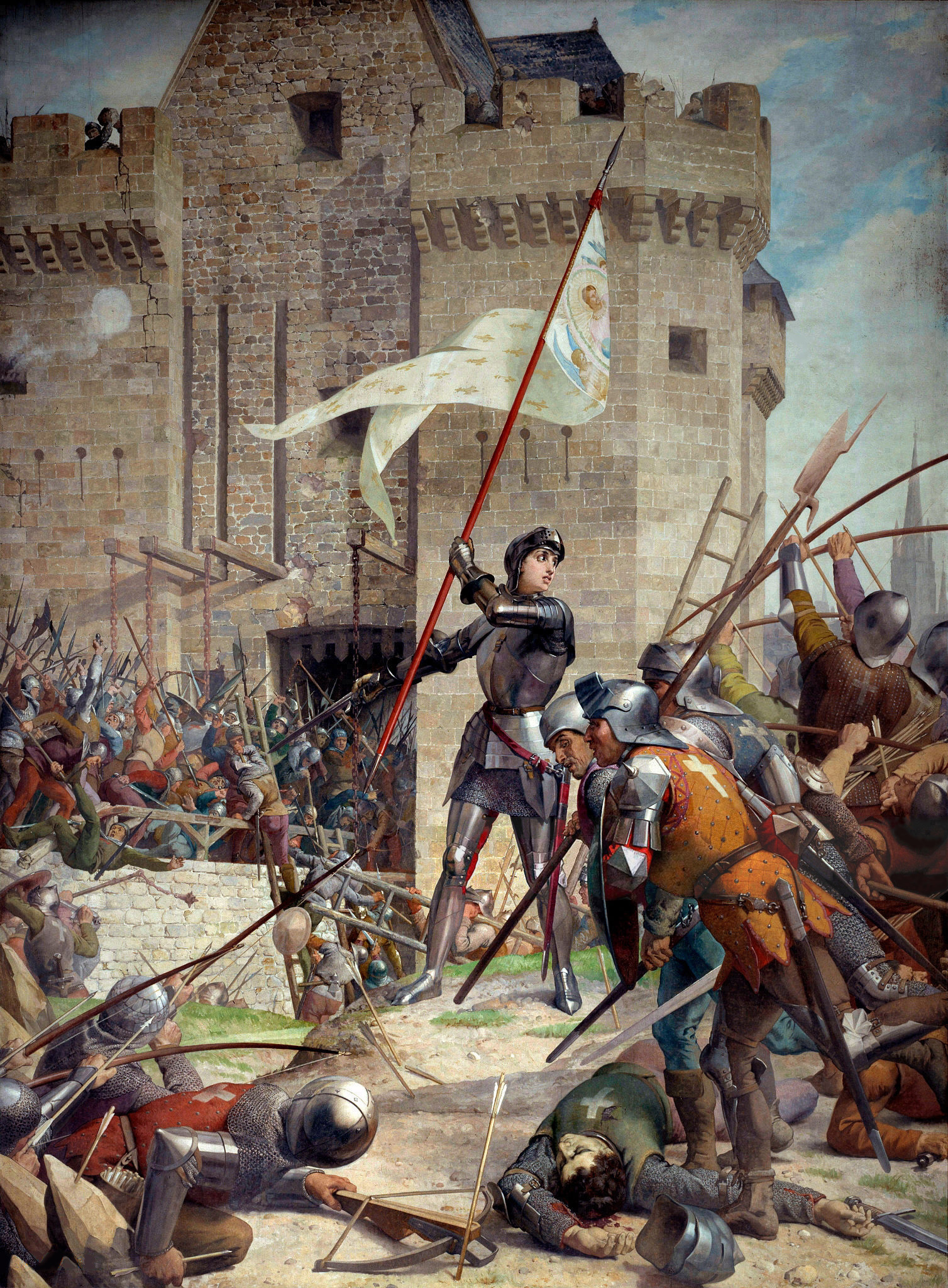
Jeanne d’Arc

Jules Eugène Lenepveu, eigentl. Jules Eugène Lenepveu Boussaroque de Lafont, (* 12. Dezember 1819 in Angers; † 16. Oktober 1898 in Paris) war ein französischer Maler.
Lenepveu studierte an der École nationale supérieure des beaux-arts de Paris bei François-Édouard Picot. Anlässlich der großen Jahresausstellung des Pariser Salons 1847 wurde Lenepveus Werk „Der Tod des Vitellius“ mit dem Prix de Rome ausgezeichnet. Verbunden mit dem Preis war ein Stipendium, das den Preisträger zu einem längeren Aufenthalt in der Villa Medici in Rom berechtigte.
Zwischen 1873 und 1878 leitete Lenepveu die Académie de France à Rome und stand damit auch der Villa Medici vor. Anschließend kehrte er wieder nach Frankreich zurück. Dort starb er acht Wochen vor seinem 79. Geburtstag am 16. Oktober 1898.

## Rezeption

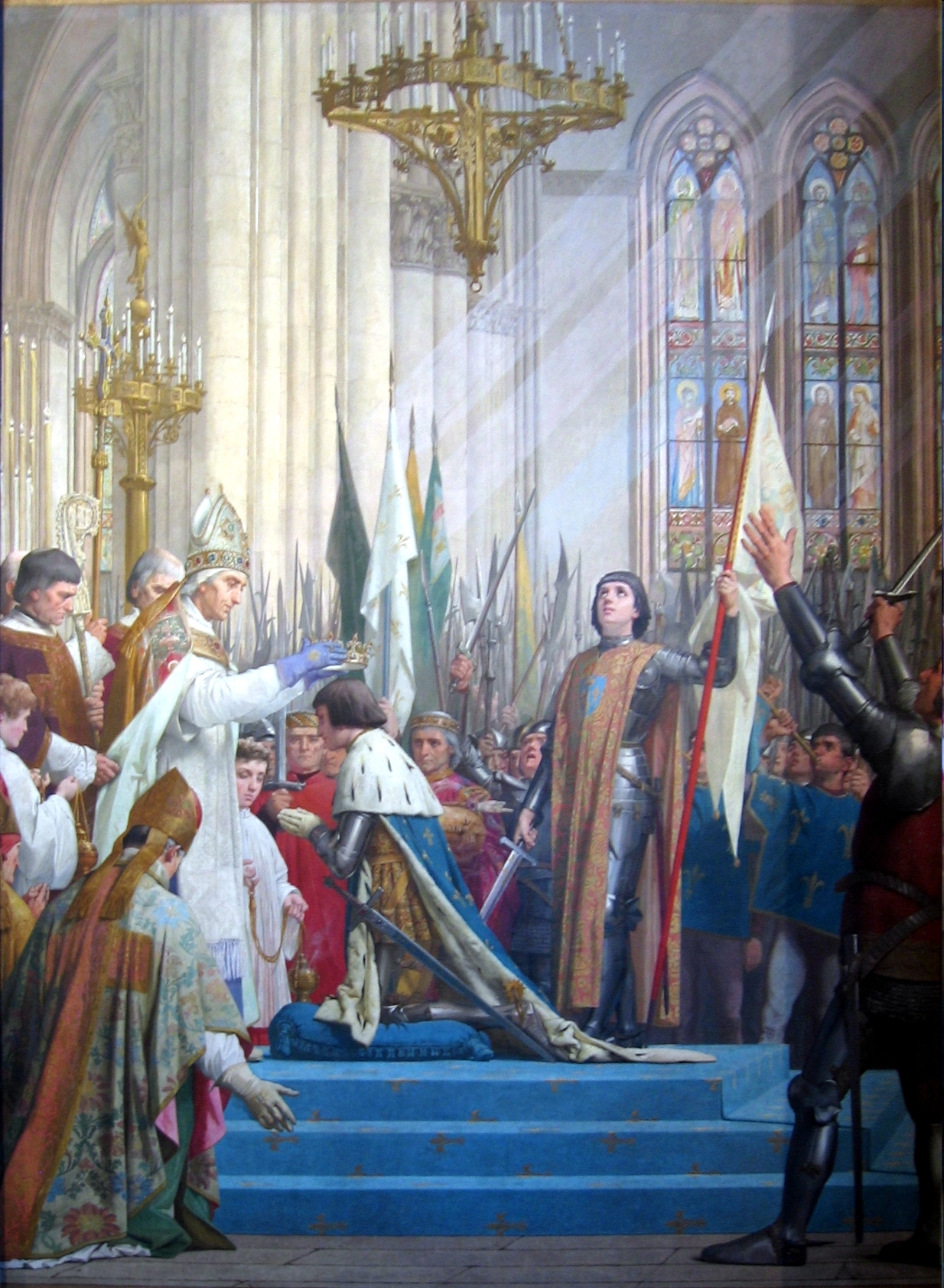
Jeanne d’Arc im Panthéon

Seine großteils religiösen Tafelbilder und seine Wandgemälde, sowohl religiösen als auch profanen Inhalts, zeigen eine geschickte Komposition und eine sehr gefällige Ausführung, aber auch eine gewisse Kleinlichkeit und Manieriertheit. Neben Porträts sind vor allem Lenepveus Wandgemälde erwähnenswert, zum Beispiel im Chor der Kapelle des Hospizes Ste-Marie zu Angers, in der Kirche Ste-Clotilde oder in St-Sulpice. Aber er schmückte auch Profanbauten wie z. B. die Kuppel der Pariser Oper mit einem Zyklus der Götter und Göttinnen des Olymp. André Malraux beauftragte Chagall, den Plafond der Pariser Oper neu zu schmücken. Da Chagall nicht wollte, dass das Werk eines anderen Künstlers durch seine Arbeit zerstört werden würde, wurde die neue Bemalung in der Pariser Gobelinmanufaktur auf Leinwand gemalt und einige Zentimeter unter der von Lenepveu um 1873 ausgeführten Decke aufgeleimt. Chagall arbeitete an diesem Gemälde von Januar bis Juli 1964. Die Einweihung der neuen Operndecke fand am Abend des 23. September 1964 statt.

## Ehrungen
- 1862 Ritter der Ehrenlegion
- 1876 Offizier der Ehrenlegion

## Werke (Auswahl)

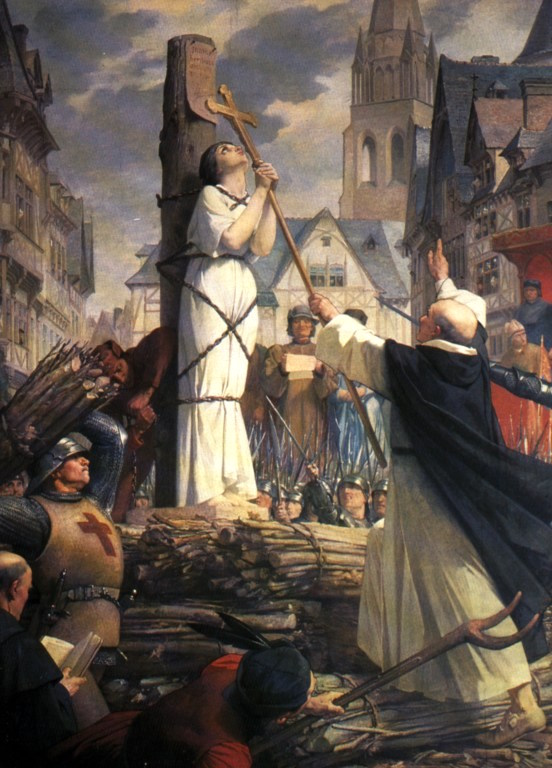
Jeanne d’Arc auf dem Scheiterhaufen

- Die Märtyrer in den Katakomben (Luxembourg),
- Pius IX. in der Sixtinischen Kapelle
- Das Fronleichnamsfest in Venedig (1855),
- Eine venezianische Hochzeit (1857),
- Moses tränkt die Schafe der Midianiterinnen (1857),
- Die heilige Jungfrau auf Golgatha (1861),
- Hylas von den Nymphen geraubt (1865)